# 栾劲
栾劲（1958年7月20日—），原籍江苏泰兴，生于福建厦门，中国男子羽毛球运动员，1986年退役。其后曾在中国大陆、韩国、台湾、新加坡和香港等地當教练。

## 生平
栾劲是福建厦门一个干部家庭里的幼子，排行第五。
1970年，12岁的栾劲被选入福建省羽毛球集训队。翌年2月，他接到北京体育学院集训的通知，遂轉到北京接受系统的训练。
1974年，16岁的栾劲在全国少年羽毛球比赛中，出任福建省队的第一单打，助福建省夺得了团体冠军；而他亦摘下了男子单打和双打（和林江利合作）的桂冠。1980年，他又在全国比赛中夺得单打和双打两项冠军。
栾劲17岁便代表中國國家羽毛球隊比赛，是国家队在70、80年代的主力成員，是中国在1982年首次赢得汤姆斯杯冠军的成员之一。1983年，栾劲赢得全英羽毛球公開賽男单冠军，成为中国第一个赢得全英赛的男单选手。
1986年，栾劲正式退役，曾先后在中国大陆、韩国和台湾担任教练，培养過董炯、方铢贤、陈锋等名将。
栾劲在台湾待了16年，並取得中華民國國籍，期間曾受聘于土地銀行羽球隊與臺北市立體育學院。
2010年3月，栾劲出任新加坡国家羽毛球队单打总教练。及至2013年底，新加坡羽毛球队在东南亚运动会成績不濟，仅获一面女双铜牌；新加坡羽毛球总会遂於2014年年初，提前一年和他解除合同。其後，栾劲受邀到香港羽毛球代表隊執教，助男單球手備戰世界錦標賽及亞運會。

## 家庭
父亲為江苏泰兴人，在抗日时期参加了革命，其後落户在福建厦门。

## 技術特點
新浪網一篇沒有署名的評論認為栾劲是中国少数既擅长单打，又有较高双打水平的选手。他的技术特点是攻势凌厉，扣杀凶狠；他的攻击型打法对体力要求很高，但他在体力和耐力上卻比较薄弱。